# Orthopelma japonicum
Orthopelma japonicum är en stekelart som beskrevs av Kusigemati 1974. Orthopelma japonicum ingår i släktet Orthopelma och familjen brokparasitsteklar. Inga underarter finns listade i Catalogue of Life.